# Krucjata dziecięca

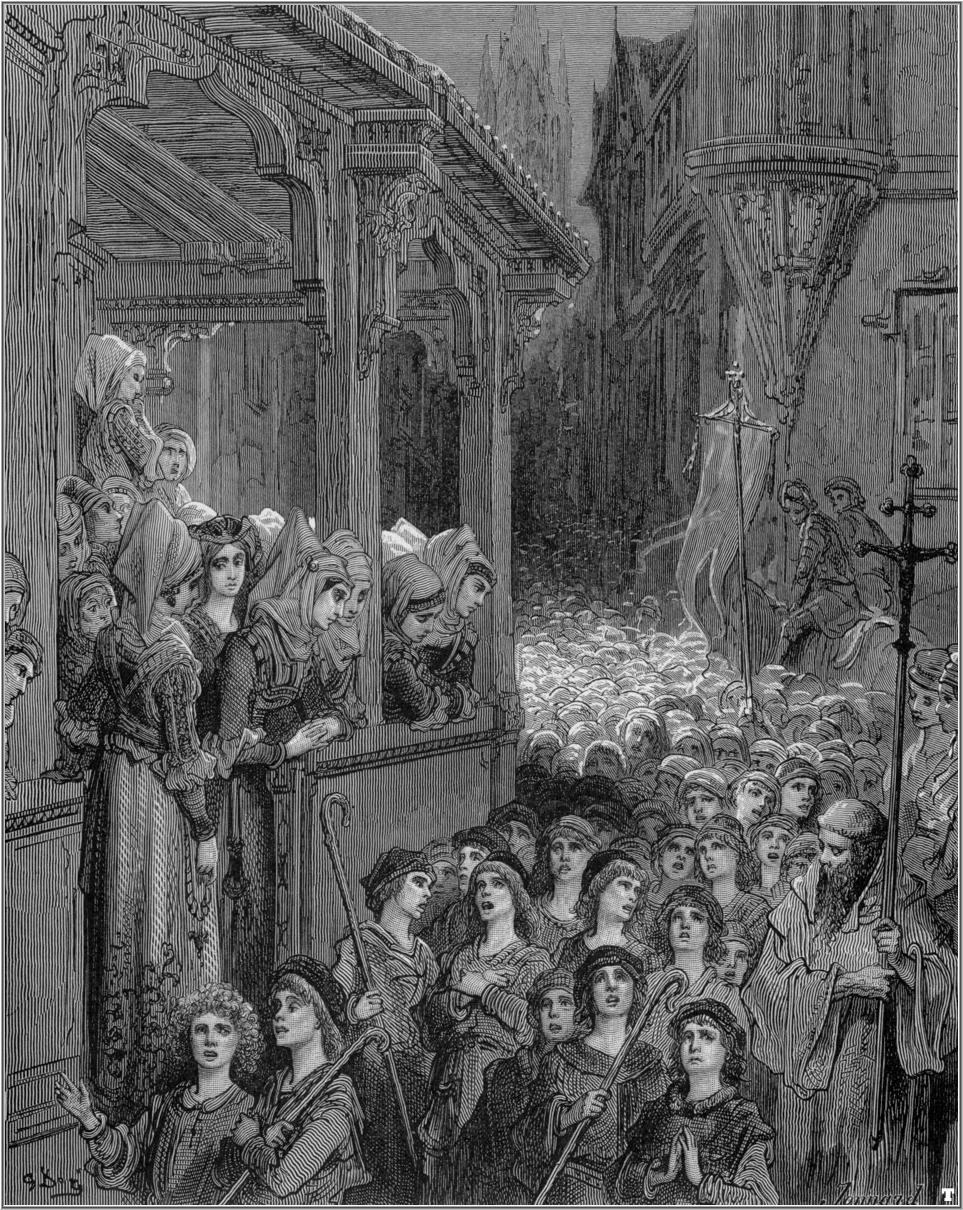
Krucjata dziecięca według Gustave’a Dorégo

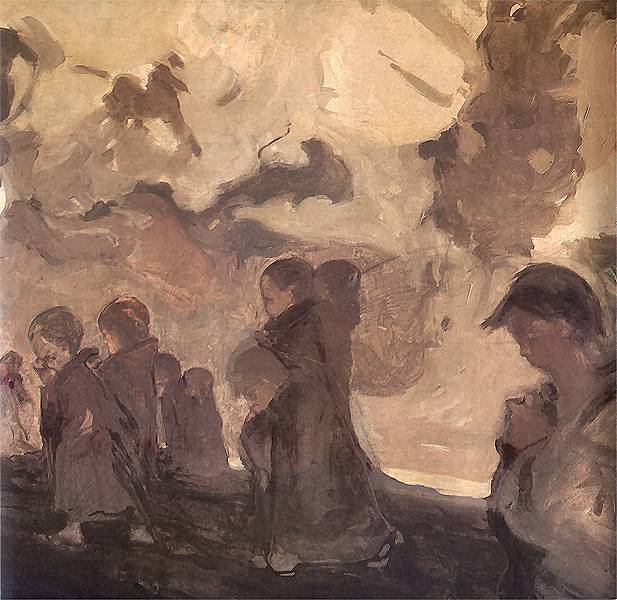
Obraz Witolda Wojtkiewicza Krucjata dziecięca z 1905 roku

Krucjata dziecięca – łączna nazwa nadana dwóm wyprawom krzyżowym, które miały miejsce w roku 1212. Ich uczestnikami były głównie dzieci francuskie i niemieckie, które zgodnie z planem organizatorów, przez samą czystość serca miały oswobodzić Ziemię Świętą z rąk muzułmanów. Wyprawy te zakończyły się klęską: żadna z nich nie dotarła do Ziemi Świętej, a ich uczestnicy w większości zginęli lub stali się niewolnikami.

## Krucjata dzieci francuskich

### Wystąpienie Stefana z Cloyes
W maju 1212 roku król Francji Filip II August odprawiał sądy w Saint-Denis. Wtedy to zjawił się przed nim dwunastoletni pastuszek Stefan z Cloyes. Poinformował on króla, że Jezus Chrystus objawił się mu i wręczył mu list, w którym upoważnił go do zorganizowania krucjaty do Ziemi Świętej. Król nie potraktował chłopca poważnie i kazał mu wracać do domu. Jednak Stefan niezrażony, zaczął wygłaszać kazania przed opactwem Saint-Denis. Głosił w nich, że na czele gromady niewinnych dzieci wyruszy do Jerozolimy i wyzwoli ją z rąk muzułmanów. Stefan okazał się dobrym mówcą, a tłumy dzieci zaczęły ściągać na jego wezwanie. Ośmielony tym sukcesem, rozpoczął wędrówkę po Francji, apelując do dzieci o udział w wyprawie. Wyznaczył miejscowość Vendôme, jako miejsce zbiórki i termin wyruszenia. Zapowiadał, że morza będą rozstępowały się przed nimi, tak że suchą nogą dojdą do Palestyny. Dzięki rzekomym cudom i objawieniom pozyskał szybko wielu słuchaczy.

### Przebieg krucjaty
Pod koniec czerwca 1212 roku, w wyznaczonym przez niego terminie, gromady dzieci zebrały się w Vendôme, skąd miała wyruszyć krucjata. Było ich około trzydziestu tysięcy (niektóre współczesne źródła mówią, że pół miliona). Niektórzy obozowali na okolicznych polach, gdyż miasto nie mogło ich pomieścić. Ich średnia wieku – 12 lat. Dzieci przybyły z różnych regionów Francji. Większość z nich stanowili chłopcy z rodzin chłopskich, trafiali się też z rodów rycerskich. Niektórzy uciekli z domu, inni wyruszali z błogosławieństwem rodziców. Oprócz chłopców stawiła się też grupa dziewczynek i pewna liczba młodych księży oraz dorosłych pielgrzymów. Stefan przyjął za godło krucjaty Oriflamme – bojowe godło królów francuskich.
Po udzieleniu błogosławieństwa przez garstkę przychylnych krucjacie księży, gromady dzieci wyruszyły na południe. Sam Stefan, jako przywódca, zażądał dla siebie wozu krytego baldachimem, bogato zdobionego. W nim odbywał podróż. U jego boków jechała garstka chłopców z rodów rycerskich, których stać było na konia. Reszta dzieci szła pieszo. Uczestnicy krucjaty traktowali Stefana jak świętego proroka, a pukle jego włosów i strzępy jego ubrania jak relikwie. Podczas marszu krzyżowcy żywili się tym, co dostarczała im miejscowa ludność. Jeśli jedzenia brakowało – głodowali. Wiele dzieci zmarło po drodze wskutek głodu oraz dużych o tej porze roku upałów. Kiedy doszli do Marsylii, zostali tam przyjęci serdecznie. Marsylczycy nakarmili ich i dali im noclegi – część dostała kwatery pod dachem, reszta nocowała na ulicach.
Następnego dnia morze jednak „nie chciało się” rozstąpić, jak obiecywał Stefan na początku krucjaty. W tej sytuacji część dzieci oskarżyła go o oszustwo, opuściła krucjatę i wróciła do domów. Reszta zdecydowała się czekać, aż morze się rozstąpi. Po kilku dniach dwóch marsylskich kupców Hugon Ferrus (Żelazny) i Wilhelm Porcus (Świnia) zaoferowali, że przewiozą dzieci za darmo do Palestyny. Stefan przyjął tę propozycję. Dzieci wsiadły na siedem wynajętych przez kupców okrętów i wyruszyły w morze.

### Epilog krucjaty
W 1230 przybył ze Wschodu do Francji duchowny, który twierdził, że był jednym z tych księży, którzy towarzyszyli dzieciom i razem z nimi wsiedli na statki. Według jego relacji kilka dni po wypłynięciu dwa z siedmiu okrętów zatonęły podczas burzy w okolicach wyspy San Pietro, zaś pasażerowie pozostałych pięciu zostali sprzedani Saracenom jako niewolnicy zgodnie z umową, jaką zawarli wcześniej dwaj marsylscy kupcy z odbiorcami egipskimi. Część dzieci trafiła do Egiptu, reszta została sprzedana na rynku niewolników w Bagdadzie. Ten, który powrócił, zawdzięczał swoje ocalenie umiejętności pisania i znajomości łaciny. Dzięki temu dostał pracę w kancelarii al-Kamila zarządcy Egiptu, syna al-Adila, a z czasem został wyzwolony.

## Krucjata dzieci niemieckich

### Wystąpienie Mikołaja z Kolonii
Z chwilą, kiedy Stefan z Cloyes głosił swoje kazania we Francji, ich echa dotarły na ziemie niemieckie. W Kolonii inny samozwańczy prorok – Mikołaj – zaczął głosić, że dzieci lepiej niż dorośli spełnią dzieło Boże. W przeciwieństwie do Stefana nie głosił, że Ziemię Świętą trzeba zająć siłą, lecz chciał ją zdobyć, nawracając muzułmanów. Mikołaj oraz jego uczniowie głosili kazania po całej Nadrenii. W kilka tygodni zgromadzili całą armię dzieci gotowych wyruszać do Ziemi Świętej. Ich średnia wieku była wyższa niż w armii Stefana, więcej też było dziewczynek oraz dorosłych, wśród których zdarzali się jednak podejrzani włóczędzy i prostytutki.
Armia podzieliła się na dwie grupy: pierwsza, dowodzona przez Mikołaja, ruszyła do Italii przez zachodnią Szwajcarię; druga grupa – przez Szwajcarię środkową.

### Grupa Mikołaja
Grupa dowodzona przez Mikołaja liczyła około 12 tysięcy młodych krzyżowców. Udała się ona przez Bazyleę, następnie w Szwajcarii przez Genewę i Alpy, które przekroczyła przełęczą Mont-Cenis. Wiele dzieci zmarło po drodze z głodu i zmęczenia. Kiedy doszły do Genui, okazało się, że morze nie chce się rozstąpić. Część dzieci w tych warunkach opuściła szeregi krucjaty i osiedliła się w Genui, korzystając z zaproszenia władz tego miasta. Reszta dowodzona przez Mikołaja ruszyła w dalszą drogę, licząc że morze rozstąpi się gdzie indziej. W Pizie część dzieci wsiadła na dwa statki płynące do Palestyny i słuch po nich zaginął. Współczesny historyk Gary Dickson uznał opowieść o wypłynięciu do Palestyny za fałszywą. W swojej monografii „Krucjata dziecięca. Mroczna tajemnica średniowiecza” wskazuje, że relacje o wypłynięciu w morze pojawiają się stosunkowo późno. Najciekawszym przykładem takiej konfabulacji jest kronika „Chronica Alberici Monachi Trium Fontium” Alberyka z Trois Fontaines, w której opowieść o wypłynięciu dwóch okrętów została dopisana podczas redakcji dzieła. Być może zmyślanie tragicznego końca wyprawy było próbą powstrzymania kolejnych tego rodzaju wypraw (jak chociażby pierwszej krucjaty pasterzy).
Reszta grupy Mikołaja wyruszyła do Rzymu, gdzie przyjął ich papież Innocenty III – nakazał im wracać do domu. Nie zachowały się wieści o ich drodze powrotnej. Wiadomo, że do domu dotarli tylko nieliczni, reszta zmarła lub osiedliła się w jednym z miast lub wiosek włoskich. Prawdopodobnie drogi nie przeżył też Mikołaj. Jego ojciec – na żądanie rodziców zmarłych dzieci, którzy obwiniali go, że namówił syna do tej wyprawy – został uwięziony i powieszony.

### Druga grupa
Druga grupa dzieci, która szła do Italii przez środkową Szwajcarię, przekroczyła Alpy przez przełęcz Świętego Gotarda. Doszła do Ankony, gdzie morze również „nie chciało” się przed nimi rozstąpić. Dzieci szły więc wzdłuż wybrzeża, licząc na to, że morze rozstąpi się gdzie indziej. Niewielka część została zabrana przez statki płynące do Palestyny, reszta zdecydowała się na powrót. Trudną drogę przetrwali tylko nieliczni.

## Nawiązania w kulturze
- Bez oręża – powieść Zofii Kossak z 1937 roku
- Bramy raju – powieść Jerzego Andrzejewskiego z 1960 roku
- Bramy raju – film Andrzeja Wajdy z 1968 roku
- Children's Crusade – piosenka Stinga z albumu The Dream of the Blue Turtles z 1985 roku
- Krucjata w dżinsach – powieść Thea Beckman z 1973 roku
- Krucjata w dżinsach – film Bena Sombogaarta(inne języki) z 2006 roku
- Vendome 1212 - utwór muzyczny Michała Jelonka z płyty Jelonek z 2007 roku